# Dennis Miller
Dennis Michael Miller (Pittsburgh, 3 november 1953) is een Amerikaanse komiek, acteur, tv-presentator en politiek commentator. Van 1985 tot 1991 behoorde hij tot de cast van het sketchprogramma Saturday Night Live. Nadien presenteerde hij verscheidene talkshows, waaronder The Dennis Miller Show (1992) en Dennis Miller Live (1994–2002).

## Biografie
Dennis Miller werd in 1953 geboren in Pittsburgh. Hij is van Schotse afkomst. Toen hij nog een kind was, gingen zijn ouders uit elkaar, waarna hij werd opgevoed door zijn moeder Norma. Hij is de oudste van vijf kinderen.
Miller studeerde aan Keystone Oaks High School en Point Park University. Geïnspireerd door de film All the President's Men (1976) besloot hij aan de universiteit de afstudeerrichting journalistiek te kiezen. Tijdens zijn jeugd keek hij ook op naar komieken als Jonathan Winters en Tim Conway.
In 1988 trouwde hij met de Canadese Carolyn "Ali" Espley, een gewezen model. Ze is vooral bekend als het meisje uit de videoclip van het nummer "Too Shy" (1983) van de Britse band Kajagoogoo. Miller en Espley kregen samen twee zonen. 

## Carrière

### Beginjaren
Na zijn studies had Miller verschillende baantjes. Zo was hij een conciërge en werkte hij een tijdje voor onder meer een bloemenwinkel en een ijssalon. Geïnspireerd door een optreden van Robin Williams op HBO begon hij in 1979 aan zijn carrière als stand-upcomedian. Hij begon in zijn geboortestad Pittsburgh op te treden tijdens avonden met een open podium. 
Hij spaarde 1.000 dollar om naar New York te kunnen verhuizen en zijn carrière verder uit te bouwen. In de stad nam hij deel aan een wedstrijd van het tijdschrift Playboy. Deelnemers konden een grap inzenden die dan beoordeeld zou worden door een jury bestaande uit komische beroemdheden als Rodney Dangerfield, Bill Cosby, David Brenner, Martin Mull, Art Buchwald en Buck Henry. Millers inzending eindigde als tweede in de uitslag, hetgeen hem 500 dollar opleverde.
In 1980 keerde hij terug naar Pittsburgh, waar hij werd opgemerkt door het plaatselijk tv-station KDKA-TV, dat hem een baan aanbood. Bij KDKA-TV was hij eerst werkzaam als publieksopwarmer, nadien mocht hij ook meespelen in humoristische rubrieken van het programma Evening Magazine. In 1983 werd hij de presentator van Punchline, een nieuwsprogramma voor tieners dat op zaterdagochtend werd uitgezonden.
Tussendoor bleef hij ook optreden in New York en Pittsburgh. Hij raakte bevriend met komieken Jerry Seinfeld en Jay Leno. In 1984 bezorgde Leno hem een appartement in Los Angeles en regelden Seinfeld en Leno dat hij mocht debuteren in The Improv. Miller keek in die dagen op naar Leno, die hij als een voorbeeld en leermeester beschouwde. Miller nam ook deel aan het tv-programma Star Search, waarin hij nipt verloor van komiek Sinbad. In juni 1985 mocht hij voor het eerst optreden in Late Night with David Letterman.

### Saturday Night Live(1985–1991)
In 1985 werd hij in The Comedy Store in Hollywood ontdekt door Lorne Michaels, bedenker en producent van het sketchprogramma Saturday Night Live (SNL). Hij deed achtereenvolgens in Los Angeles en New York auditie voor het programma. De auditie in New York werd bijgewoond door 70 mensen, waaronder Lorne Michaels, Dan Aykroyd en Paul Simon. Nadien nodigde Michaels hem uit voor een etentje met acteur Jack Nicholson, waarna hij een baan bij SNL aangeboden kreeg.
Miller werd bij het sketchprogramma presentator van de satirische nieuwsrubriek Weekend Update. Hij volgde Christopher Guest op als nieuwslezer. Miller werd al snel bekend om zijn scherpe en politieke grappen, schril gegiechel en weelderige haardos. In de loop der jaren werd hij bij SNL meermaals geparodieerd door collega-komieken Dana Carvey, Tom Hanks en Jimmy Fallon. Zelf parodieerde hij politicus Gary Hart, muzikant George Harrison en golfer Nathaniel Crosby.
In 1991 verliet hij SNL en werd hij als presentator van Weekend Update opgevolgd door Kevin Nealon.

### The Dennis Miller Show(1992)
In navolging van The Arsenio Hall Show, dat vanaf 1989 een nieuw en jong publiek wist te bereiken, wilde Tribune Entertainment een eigen talkshow ontwikkelen. Garry Shandling werd benaderd om het programma te presenteren, maar haakte af. Nadien werd Dennis Miller gecontacteerd door Tribune Entertainment.
In 1991 raakte bekend dat Johnny Carson op pensioen zou gaan en werd duidelijk dat hij bij The Tonight Show zou opgevolgd worden door Jay Leno. Tribune Entertainment zag toen een kans om met Miller kijkers af te snoepen van The Tonight Show.
In januari 1992 ging The Dennis Miller Show in première. Nick Bakay werd de aankondiger van de show en het huisorkest werd geleid door Andy Summers, muzikant van de Britse rockband The Police. Het programma werd om 11.30 uur uitgezonden, hetzelfde tijdstip als The Tonight Show en The Arsenio Hall Show. De kijkcijfers waren teleurstellend en de recensies waren eerder negatief. Bovendien werd het voor het programma al snel moeilijk om gasten te vinden, hoofdzakelijk omdat Helen Kushnick, uitvoerend producente van The Tonight Show en Leno's belangenvertegenwoordigster, gasten verbood om aan concurrerende programma's mee te werken. Ook Halls programma leed onder wat de Amerikaanse pers bestempelde als "The Booking Wars". Toen Miller op een gegeven moment dreigde om ook de band Yothu Yindi kwijt te spelen aan The Tonight Show was de maat vol voor Miller, die telefonisch contact opnam met Leno en hem vervolgens de huid vol schold. De relatie tussen de twee verzuurde en pas in 1995 werd de ruzie bijgelegd.
In juli 1992 werd The Dennis Miller Show vanwege de lage kijkcijfers geannuleerd door Tribune Entertainment.

### Dennis Miller Live(1994–2002)
In 1994 kreeg Miller op betaalzender HBO met Dennis Miller Live een talkshow van een half uur. De titelmuziek van het programma was het nummer "Everybody Wants to Rule the World" van Tears for Fears. Het kleinschalig praatprogramma werd in de studio's van CBS Television City in Los Angeles opgenomen en beschikte niet over een huisorkest. Miller interviewde slechts een gast per uitzending. Aanvankelijk werden de gasten via een satellietverbindingen geïnterviewd, pas later werden de gasten in de studio uitgenodigd.
Miller en zijn schrijvers wonnen in totaal vijf Emmy Awards voor Dennis Miller Live. Het programma werd negen jaar lang uitgezonden. In 2002, na 215 afleveringen, werd het programma geannuleerd.

### Overig werk en politieke overtuiging
Van 2000 tot 2002 was hij sportcommentator voor ABC. Samen met Al Michaels, Dan Fouts, Eric Dickerson en Melissa Stark werkte hij mee aan Monday Night Football, de omkadering van de maandagavondwedstrijd van de National Football League (NFL).
In 2004 kreeg Miller van Jeff Zucker, voorzitter van NBC Entertainment, een eigen politieke talkshow om 21.00 uur, waardoor hij de concurrentie moest aangaan met Bill O'Reilly van Fox. De show, getiteld Dennis Miller, werd in mei 2015 geannuleerd. In 2007 presenteerde hij het sportprogramma Sports Unfiltered. Na acht afleveringen werd het opnieuw geannuleerd.
Daarnaast werkte Miller als politieke commentator ook mee aan programma's als The 1/2 Hour News Hour, Hannity & Colmes en The O'Reilly Factor. De komiek stond aan het begin van zijn carrière bekend als een "liberal" en om zijn kritiek op Republikeinen. Vanaf 1992 begon zijn politieke overtuiging te veranderen, onder meer omdat hij vond dat mensen met een linkse overtuiging de spot dreven met oorlogsveteraan James Stockdale, die in 1992 de running mate van presidentskandidaat Ross Perot was. In 1996 omschreef Miller zijn politieke overtuiging in een interview met Playboy als libertarisch conservatisme. In het verdere verloop van zijn carrière werd Miller vooral bekend om zijn neoconservatieve standpunten.
Van 2007 tot 2015 presenteerde Miller voor Westwood One het komisch en politiek radioprogramma The Dennis Miller Show. Onder meer bekende conservatieve politici als George W. Bush, Dick Cheney, Rudy Giuliani en Sarah Palin waren er te gast.

## Filmografie
Film
- Madhouse (1990)
- Disclosure (1994)
- The Net (1995)
- Never Talk to Strangers (1995)
- Bordello of Blood (1996)
- Murder at 1600 (1997)
- Joe Dirt (2001)
- Thank You for Smoking (2005) (als zichzelf)
- What Happens in Vegas (2008)
- The Campaign (2012)
- Joe Dirt 2: Beautiful Loser (2015)

Televisie (selectie)
- Saturday Night Live (1985–1991)
- The Dennis Miller Show (1992)
- Dennis Miller Live (1994–2002)
- Monday Night Football (2000–2002)
- Boston Public (2003)
- House of Cards (2013) (als zichzelf)